# Aidanosagitta regularis
Aidanosagitta regularis is een soort in de taxonomische indeling van de pijlwormen (Chaetognatha). 
De worm behoort tot het geslacht Aidanosagitta en behoort tot de familie Sagittidae. De wetenschappelijke naam van de soort werd voor het eerst geldig gepubliceerd in 1897 door Aida.